# 시러큐스 대학교 법학대학원
시러큐스 대학교 법학대학원(Syracuse University College of Law) 또는 시러큐스 대학교 로스쿨은 미국 뉴욕주 시러큐스에 위치한 시러큐스 대학교의 법학전문대학원이다. 1895년에 설립되었으며, 법무박사(Juris Doctor, J.D.)와 법학석사(Latin Legum Magister, LL.M.)의 법학 학위 프로그램들을 제공하고 있다.

## 출신 인사
- 조 바이든 제46대 미국 대통령

## 같이 보기
- 시러큐스 대학교